# Josep Vigo Bonada
Josep Vigo Bonada (n. 1937) es un botánico, pteridólogo y profesor español. Es catedrático de Biología Vegetal de la Universidad de Barcelona y es doctor en Biología especializado en botánica, de la Universidad de Barcelona (Facultad de Biología), Barcelona. Sus principales líneas de trabajon han sido la flora vascular del Mediterráneo occidental y la fitosociología. Fue discípulo de uno de los botánicos españoles más importantes del siglo XX, Oriol de Bolòs, con el que publicaría su obra más importante, la Flora dels Països Catalans en cuatro volúmenes.

## Publicaciones

### Libros
- 2005. Les Comunitats vegetals : descripció i classificació. Ed. Publicacions i Edicions de la Universitat de Barcelona. 251 pp. + 1 CD-Rom. ISBN 84-475-2891-X
- 1996, Les comunitats vegetals i el paisatge.
- 1983, El poblament vegetal de la Vall de Ribes. Generalitats i catàleg florístic.
- 1976, L'alta muntanya catalana. Flora i vegetació. 2ª edición. Ed. Institut d'Estudis Catalans, reedición revisada 2008
- 1974, Notes sobre la flora dels Pirineus catalans.
- 1974, À propos des forêts de conifères calcicoles des Pyrénées orientales.
- 1972, Notes sur les pelouses subalpines des Prépyrénées orientales.
- Bolòs, O; J Vigo Bonada. Flora dels Països Catalans
- Vigo Bonada, J; O. Bolòs, RM Masalles, JM Ninot. Flora manual dels Països Catalans.
- 1968, Notas sobre la vegetación del valle de Ribas.
- 1968, La vegetació del massís de Penyagolosa. Tesis doctoral

## Honores

### Eponimia
Especies
- (Asteraceae) Carduus × vigoi Mateo in Flora Montiber. 58: 11. 2014 [Oct 2014]
- (Caryophyllaceae) Dianthus vigoi  M.Laínz in Anales Jard. Bot. Madrid 42(2): 551. 1986 [1985 publ. 1986]
- (Myrsinaceae) Ardisia vigoi Lundell in Wrightia 6(4): 94 (1979) = Graphardisia vigoi (Lundell) Lundell in Phytologia 48(2): 140. 1981
- (Plumbaginaceae) Limonium vigoi L.Sáez, A.Curcó & Rosselló in Anales Jard. Bot. Madrid 56(2): 270. 1998
- (Rosaceae) Rubus vigoi Roselló, Peris & Stübing in Fontqueria 36: 375 (1993)

- La abreviatura «Vigo» se emplea para indicar a Josep Vigo Bonada como autoridad en la descripción y clasificación científica de los vegetales.[2]